# 巴倫西亞民族主義

巴倫西亞民族主義旗幟

巴倫西亞民族主義（巴伦西亚语：Nacionalisme valencià）是西班牙的政治運動之一，强调巴倫西亞地區語言和文化的獨特性以及巴倫西亞地區的主權。巴倫西亞民族主義起源於19世紀。